# Reifferscheid

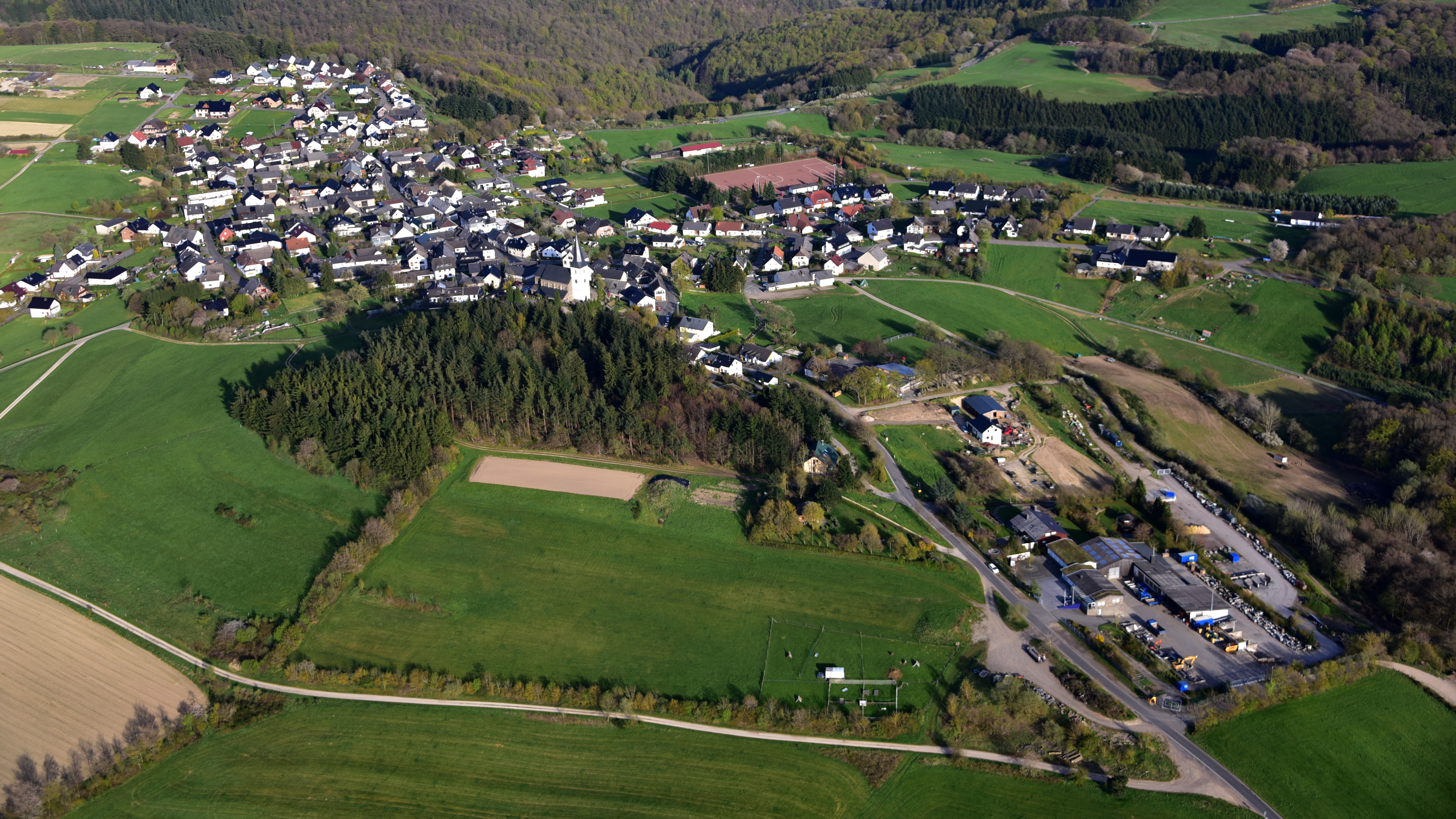
Reifferscheid, Luftaufnahme (2016)

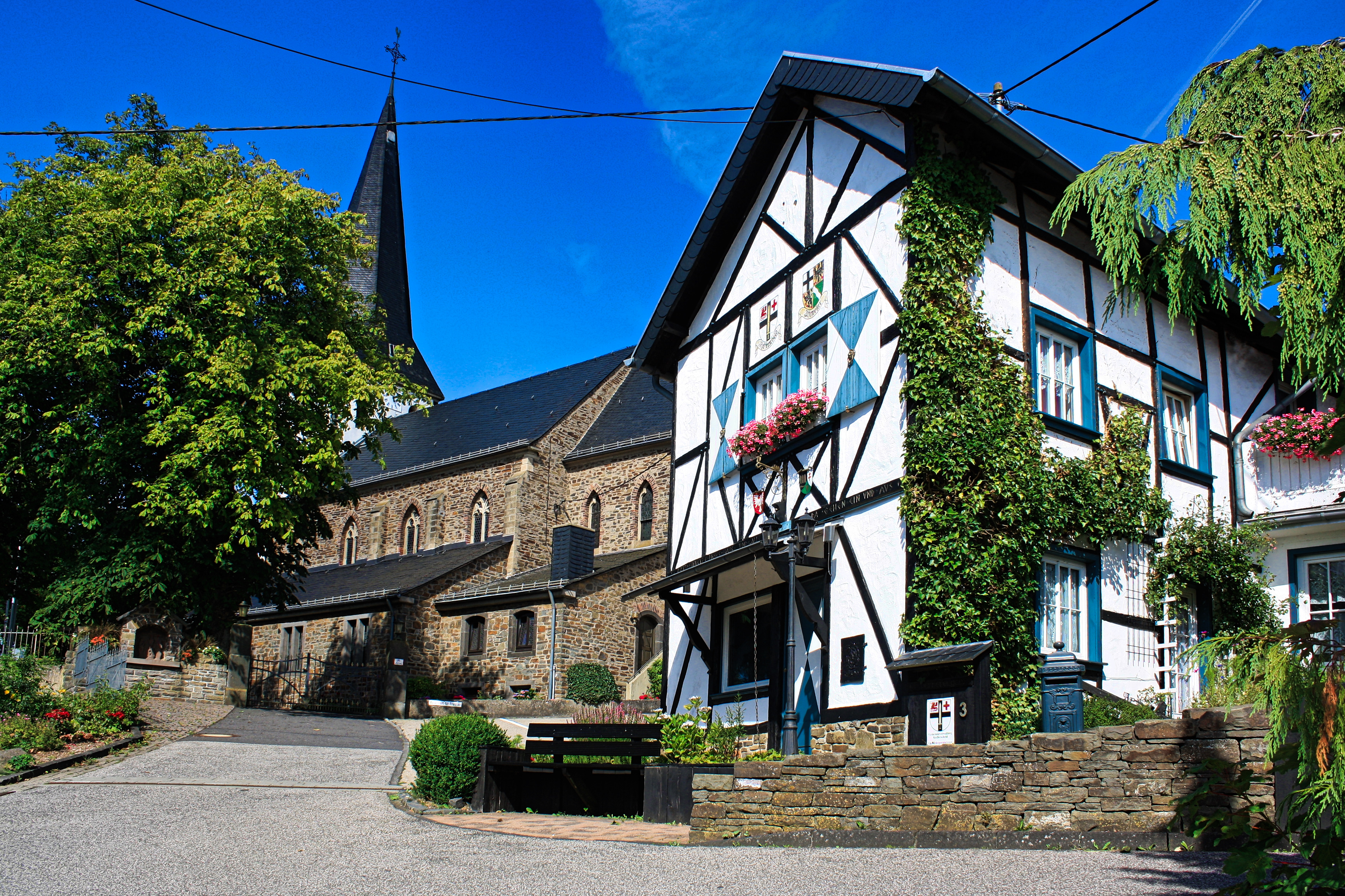

Reifferscheid ist eine Ortsgemeinde im Landkreis Ahrweiler in Rheinland-Pfalz. Sie gehört der Verbandsgemeinde Adenau an und ist einer der höchstgelegenen Orte der Hocheifel.

## Geschichte
Die ältesten Siedlungsspuren stellen Funde aus der keltischen Frühzeit dar. Erstmals urkundlich erwähnt wurde Reifferscheid in einem Dokument der Abtei St. Maximin im Jahre 975. Ab 1276 gehörte der Ort zur Grafschaft Nürburg und damit zu Kurköln. Ein zum kurkölnischen Amt Nürburg gehörendes Schultheißenamt hatte bis zum Ende des 18. Jahrhunderts seinen Sitz in Reifferscheid.

## Politik

### Bürgermeister
Peter Leßmann wurde am 4. Juli 2019 Ortsbürgermeister von Reifferscheid. Da bei der Direktwahl am 26. Mai 2019 kein Bewerber angetreten war, oblag die anstehende Neuwahl des Bürgermeisters gemäß Gemeindeordnung dem Rat, der sich für Leßmann entschied.
Er wurde im Juni 2024 wiedergewählt.
Leßmanns Vorgänger Michael Henneberger hatte das Amt 20 Jahre ausgeübt.

## Sehenswertes
Sehenswert ist die von 1893 bis 1895 erbaute Pfarrkirche St. Michael in Reifferscheid.

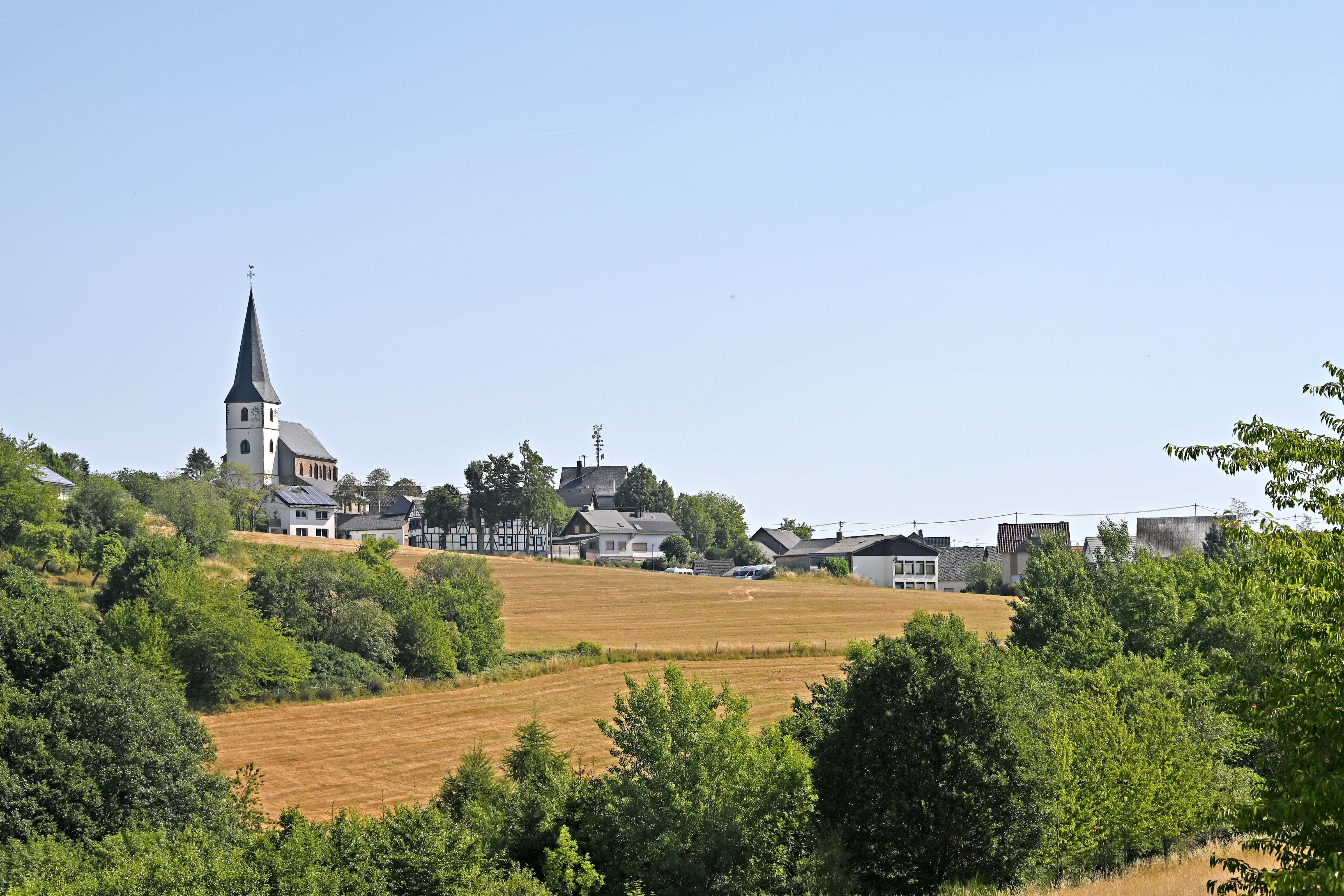
Reifferscheid von Südwesten mit Pfarrkirche St. Michael
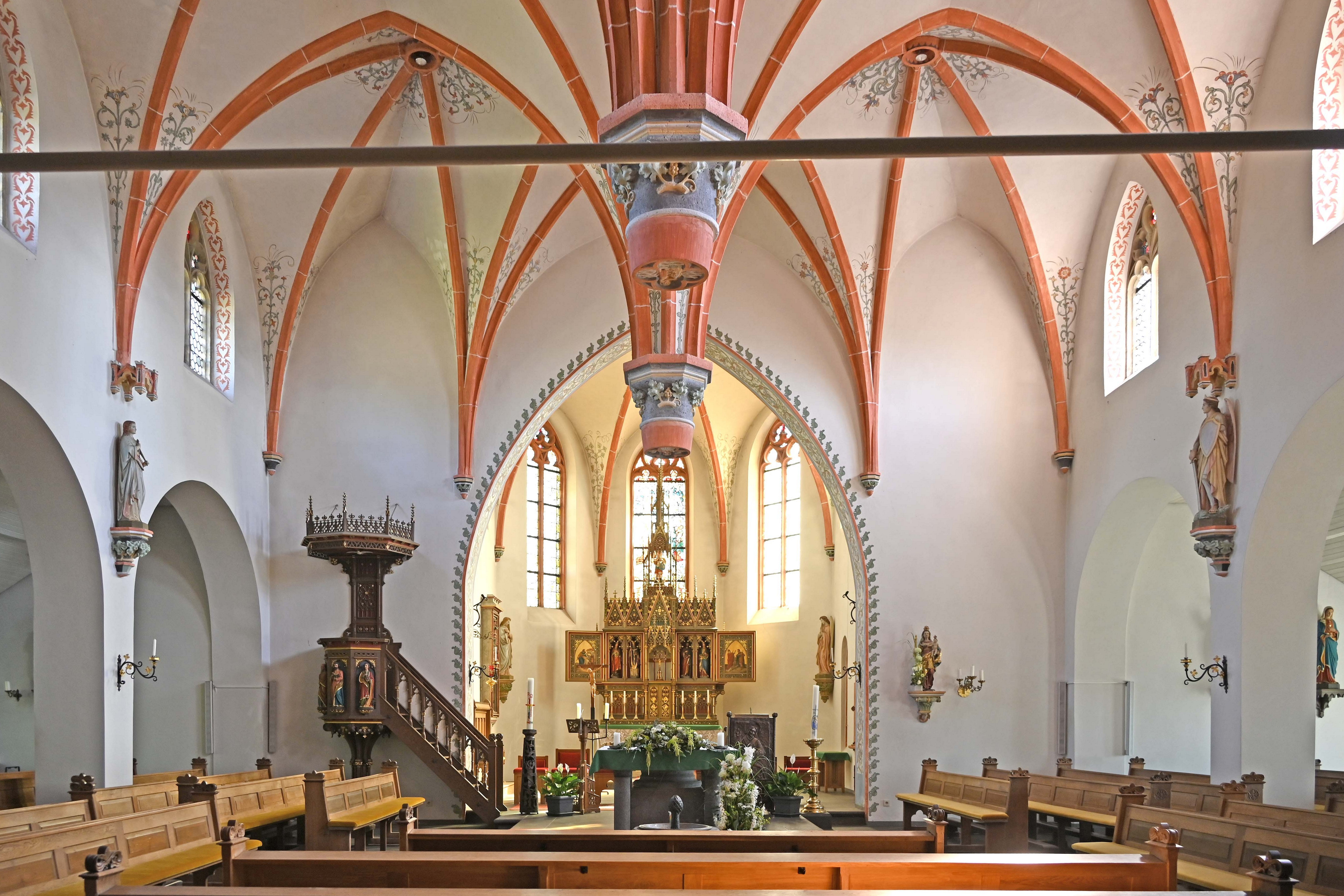
Innenraum mit Altar
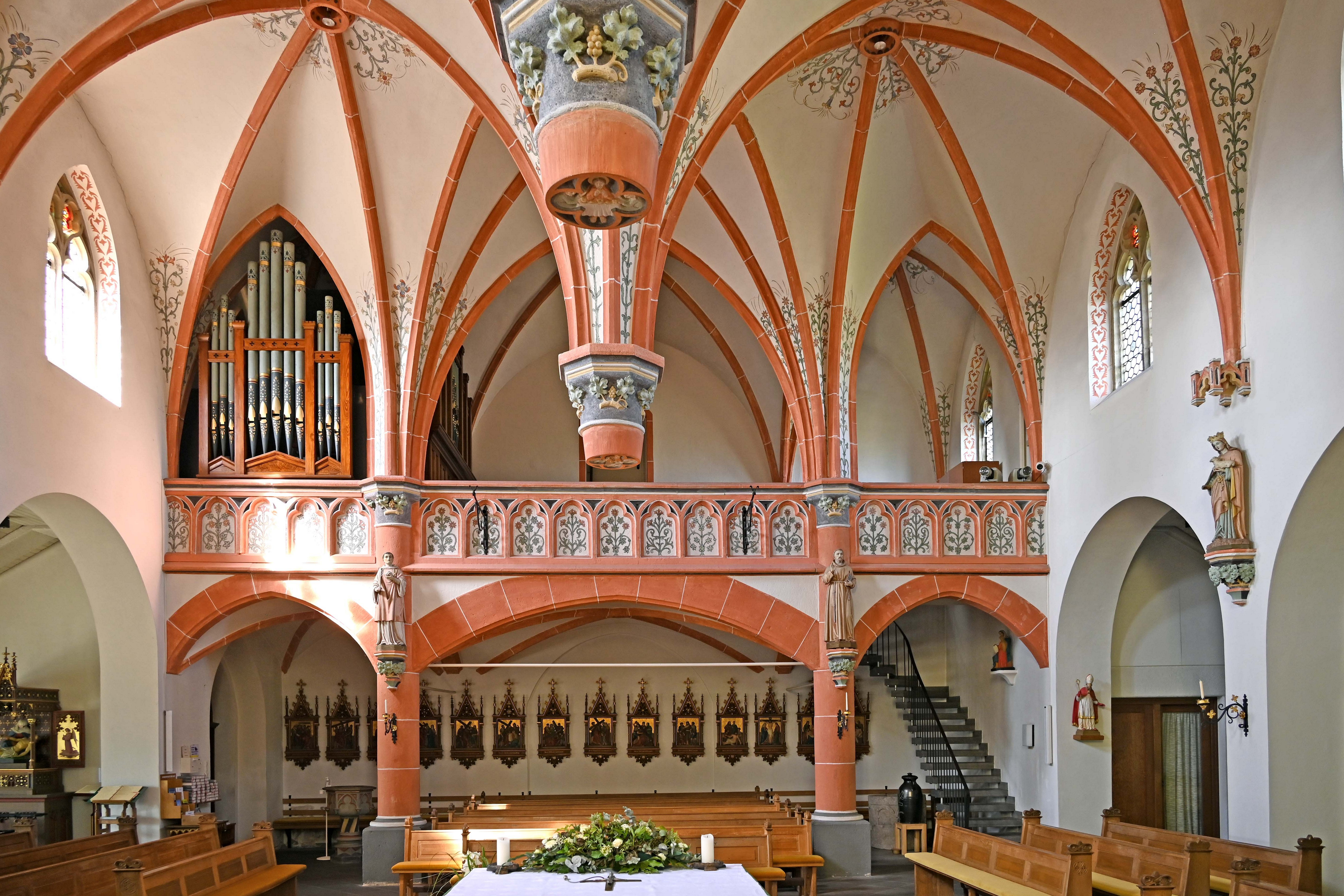
Innenraum mit Empore